# 阿勒 (阿登省)
阿勒（法語：Arreux，法語發音：[aʁø]）是法国大東部大區阿登省的一个市镇，属于沙勒维尔-梅济耶尔区。

## 地理
阿勒（49°49'29"N, 4°39'6"E）面积4.23 平方千米，位于法国大東部大區阿登省，该省份为法国北部内陆省份，西接埃纳省，南至马恩省，东临默兹省，北与比利时接壤。
与阿勒接壤的市镇（或旧市镇、城区）包括：克利龙、达穆济、乌尔迪济、蒙科尔内、图尔讷。

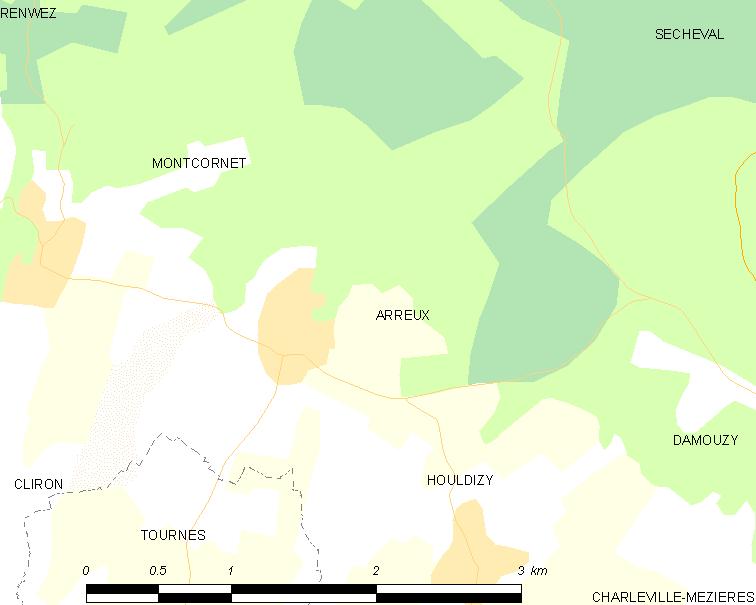
的OSM定位图

阿勒的时区为UTC+01:00、UTC+02:00（夏令时）。

## 行政
阿勒的邮政编码为08090，INSEE市镇编码为08022。

## 政治
阿勒所属的省级选区为沙勒维尔-梅济耶尔第二县。

## 人口

1962-2008年间人口变化图示

阿勒于2022年1月1日时的人口数量为342人。